# Samantha Runnion
Samantha Bree Runnion (26 de julio de 1996 - 15 de julio de 2002) fue una víctima de asesinato infantil. Nació en Massachusetts y residió en el condado de Riverside.

## Secuestro y asesinato
Samantha fue secuestrada, abusada sexualmente y estrangulada por un hombre que la llevó a su jardín, diciéndole que había perdido a su mascota. Su cuerpo fue encontrado al siguiente día por un excursionista en el Bosque Nacional Cleveland, a 50 kilómetros al norte de Stanton. La autopsia reveló que su muerte fue a causa de la estrangulación. Una muestra de ADN del asesino encontrado debajo de la uña.
El sospechoso, un hombre de Lake Elsinore, California, llamado Alejandro Ávila, fue declarado culpable de homicidio premeditado primero con circunstancias especiales en mayo de 2005. Su ADN fue encontrado en el cuerpo de Samantha, y el ADN de la niña fue encontrado en su auto. Fue detenido tres días después del secuestro. Ávila había visitado previamente el complejo de condominios donde Samantha había vivido, ya que su exnovia residía allí y había sido previamente absuelto de abusar sexualmente de su hija y su sobrina. El 16 de mayo de 2005, el jurado recomendó que recibiera la pena de la muerte. El 22 de julio de 2005, Ávila fue condenado a muerte de forma oficial. A día de hoy, Ávila espera su ejecución en la Prisión Estatal de San Quintín.

## The Joyful Child Foundation: Fundación Niño Alegre
La Joyful Child Foundation (TJCF) es una organización sin fines de lucro fundada en 2002 en memoria de Samantha Runnion, tras el secuestro, abuso sexual y asesinato de esta niña de cinco años de edad. TJCF se dedica a concienciar sobre el abuso sexual y el secuestro infantil, al tiempo que facilita la participación de la comunidad en el movimiento nacional para acabar con los delitos sexuales contra los niños.